# Ligne de Barisey-la-Côte à Frenelle-la-Grande - Puzieux
La ligne de Barisey-la-Côte à Frenelle-la-Grande - Puzieux est une ancienne ligne ferroviaire secondaire française, en majeure partie déclassée, qui reliait les gares de Barisey-la-Côte, sur la ligne de Culmont - Chalindrey à Toul, et de Frenelle-la-Grande - Puzieux, sur celle de Jarville-la-Malgrange à Mirecourt, toutes deux en région Grand Est (et anciennement Lorraine).
Elle constitue la ligne no 041 000 du réseau ferré national.

## Histoire
La ligne a été déclarée d'utilité publique, comme ligne d'intéret local, le 8 août 1873 pour la section de Barisey-la-Côte à  Colombey-les-Belles (concession de Toul à Colombey, concédée à titre éventuel à M. Parent-Pêcher le 7 septembre 1872) et le 26 mars 1879, comme ligne d'intérêt général, pour la section de Colombey-les-Belles à Frenelle-la-Grande - Puzieux.
La ligne de Toul à Colombey, et donc la section de Barisey-la-Côte à Colombey, a été classée ligne d'intérêt général le 13 janvier 1881 rendant caduque la concession faite à M. Parent-Pêcher.
La section de Barisey-la-Côte à Favières a été ouverte à l'exploitation le 31 décembre 1881 par la Compagnie des chemins de fer de l'Est qui en assurait provisoirement l'exploitation dans l'attente d'une éventuelle concession. La section de Favières à Frenelle-la-Grande - Puzieux a été ouverte le 30 juin 1883 par la même compagnie et dans les mêmes conditions.
La ligne de « Toul à Colombey et à Favières » est cédée par l'État à la Compagnie des chemins de fer de l'Est (EST) par une convention signée entre le ministre des Travaux publics et la compagnie le 11 juin 1883. Cette convention est approuvée par une loi le 20 novembre suivant. Cette même convention concède à titre définitif à la compagnie la section de Favières à Frenelle.
Lors de la nationalisation, à partir du 1er janvier 1938, la ligne a été reprise par la SNCF jusqu'en 1997 où la courte partie subsistante au départ de Barisey-la-Côte a été reprise par RFF.
La fin du service des voyageurs a eu lieu le 15 mai 1939 et celle du service des marchandises de 1953 à 1990 selon les sections.
La ligne a été déclassée le 12 novembre 1954 entre Favières à Frenelle-la-Grande - Puzieux (PK 15,300 à 31,300) et le 25 février 1993 entre Colombey-les-Belles et Favières (PK 2,906 à 15,244). La partie subsistante qui donne accès à l'ancien embranchement particulier de la base aérienne 133 Nancy-Ochey a le statut de ligne neutralisée. Les installations sur la partie déclassée ont été déposées.

## Infrastructure
C'était une ligne à voie unique au mauvais profil, les déclivités atteignaient 15 ‰.